# Wikipédia en lao
Wikipédia en lao (en lao : ວິກິພີເດຍ ພາສາລາວ [Wi ki phī dīa phasa lao]) est l’édition de Wikipédia en lao (ou laotien), langue taï parlée au Laos. L'édition est lancée officiellement en juillet 2003 et dans les faits en janvier 2005. Son code est : lo.
Au 21 mars 2025, l'édition en lao contient 4 456 articles et compte 20 554 contributeurs, dont 41 contributeurs actifs et 2 administrateurs.

## Présentation

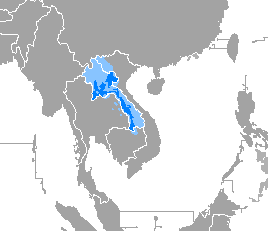
Aire de diffusion du lao.

## Statistiques
- En février 2009, l'édition en lao compte quelque 440 articles et 950 utilisateurs enregistrés.
- Le 11 octobre 2022, elle contient 4 034 articles et compte 15 641 contributeurs, dont 44 contributeurs actifs et 1 administrateur.
- Le 23 septembre 2024, elle contient 3 961 articles et compte 19 786 contributeurs, dont 28 contributeurs actifs et 4 administrateurs.